# Corbin (Kentucky)
Corbin es una ciudad ubicada en el condado de Whitley en el estado estadounidense de Kentucky. En el Censo de 2010 tenía una población de 7304 habitantes y una densidad poblacional de 355,26 personas por km².

## Geografía
Corbin se encuentra ubicada en las coordenadas 36°55′57″N 84°5′58″O / 36.93250, -84.09944. Según la Oficina del Censo de los Estados Unidos, Corbin tiene una superficie total de 20.56 km², de la cual 20.45 km² corresponden a tierra firme y (0.55%) 0.11 km² es agua.
Bernie Bernie Bernie

## Demografía
Según el censo de 2010, había 7304 personas residiendo en Corbin. La densidad de población era de 355,26 hab./km². De los 7304 habitantes, Corbin estaba compuesto por el 97.41% blancos, el 0.26% eran afroamericanos, el 0.31% eran amerindios, el 0.64% eran asiáticos, el 0% eran isleños del Pacífico, el 0.26% eran de otras razas y el 1.11% pertenecían a dos o más razas. Del total de la población el 1.19% eran hispanos o latinos de cualquier raza.